# Trakcja (transport szynowy)
Trakcja – pojęcie odnoszące się do szynowego systemu transportowego, określające sposób dostarczania energii do przemieszczania pojazdu. Przez lata rozwijały się trakcje: konna (tramwaj konny), parowa (lokomotywa parowa), pneumatyczna (system tramwajowy Mękarskiego), elektryczna (elektrowóz), spalinowa (spalinowóz) (niekiedy nazywana motorową).
Czasami, w języku potocznym, przez ludzi spoza branży kolejowej, „trakcją” jest błędnie nazywana sieć trakcyjna.
Również powszechnym błędem jest nazywanie "trakcją" przyczepności kół, głównie poprzez wpływ anglicyzmów związanych z branżą motoryzacyjną, np. system kontroli trakcji.